# The J. Geils Band
The J. Geils Band (spreek Geils uit als "Gails") is een voormalige Amerikaanse rockband opgericht in 1967. De band was actief van 1967 tot 1986, met even een korte heropleving in 1999 en 2006. De band is vernoemd naar zanger en gitarist J. Geils.

## Geschiedenis
De band begon midden jaren 60 in Worcester als een akoestisch bluestrio bestaande uit John Geils, Danny Klein en Richard Salwitz. Dit trio trad op onder de naam Snoopy and the Sopwith Camels, terwijl Geils studeerde aan het Worcester Polytechnic Institute. In 1967 veranderde de band van muziekstijl. Drummer Stephen Jo Bladd en ex-diskjockey zanger Peter Wolf kwamen erbij. Ze noemden zichzelf de J. Geils Blues Band, maar het woordje “blues” werd al snel weggelaten. Het jaar erop voegde ook Seth Justman zich bij de band. In 1970 tekende de band een contract met Atlantic Records.
Terwijl ze in Boston woonden, beschouwden de bandleden Detroit als hun tweede thuis vanwege hun enorme populariteit aldaar. Alle drie hun live-albums werden in Detroit opgenomen.
The J. Geils Band kwam voor het eerst op de radio met de live single "First I Look at the Purse". Hierna scoorden ze meerdere hits, waaronder een coverversie de Showstoppers' "Ain't Nothin' But a Houseparty" (1973) en "Musta Got Lost" (1974). Later in de jaren zeventig tekende de band een contract met EMI America Records.
Na het eerste commerciële succes leek het even bergafwaarts te gaan met de band, totdat ze in 1977 Monkey Island uitbrachten, gevolgd door Sanctuary in 1978. Het succes van de groep bleef in de jaren 80 toenemen door onder andere het succes van Love Stinks en Freeze Frame. Dit album bevatte onder andere het nummer "Centerfold", dat zes weken op nummer 1 stond in de Billboard Hot 100. Centerfold was de enige grote hit van de band in het Verenigd Koninkrijk.
Wolf, die van 1 augustus 1974 tot zijn scheiding in 1979 getrouwd was met de Amerikaanse actrice Faye Dunaway, verliet de band in 1983 na onenigheid met de andere leden. Hij werd niet vervangen door een nieuw bandlid. In plaats daarvan nam Seth Justman het meeste zangwerk over.
Nadat ze meewerkten aan het titelnummer van de horrorfilm Fright Night besloot de band in 1986 te stoppen. Wel werden er in 1999 en 2006 een reünietour gegeven. Wolf was ook aanwezig tijdens de tour in 1999. Geils trad nog af en toe op. Verder repareerde hij sportwagens in Massachusetts en was hij eigenaar van KTR European Motorsports in Ayer.

## In populaire cultuur
De opmaat van het nummer Believe in me (van het album Hotline) verkreeg bekendheid als titelmelodie van het WDR-muziekprogramma Rockpalast.

## Discografie
- The J. Geils Band (1970) #195 US
- The Morning After (1971) #64 US
- "Live" Full House (1972) #54 US
- Bloodshot (1973) #10 US
- Ladies Invited (1973) #51 US
- Nightmares...and Other Tales from the Vinyl Jungle (1974) #26 US
- Hotline (1975) #36 US
- Blow Your Face Out (1976) #40 US
- Monkey Island (1977) #51 US
- Sanctuary (1978) #49 US
- Best of the J. Geils Band (1979) #129 US
- Love Stinks (1980) #18 US
- Freeze Frame (1981) #1 US, #12 UK
- Showtime! (1982) #23 US
- You're Gettin' Even While I'm Gettin' Odd (1984) #80 US
- Flashback (1986)
- Flamethrower (1986)
- Anthology: Houseparty (1993)
- Looking for a Love (1997)

## Singles
- "First I look at the Purse (Live)" (1971) #1 AOR US
- "Looking For A Love" (1971) #39 US
- "Did You No Wrong" (1973) #1 AOR US
- "Give It To Me" (1973) #30 US
- "(Ain't Nothin' But A) House Party" (1973) #2 AOR
- "Make Up Your Mind" (1973) #98 US
- "Detroit Breakdown" (1974) #7 AOR US
- "Must Have Got Lost" (1974) #12 US
- "Love-itis" (1975) #1 AOR US
- "Where Did Our Love Go" (1976) #68 US
- "You're The Only One" (1977) #83 US
- "Surrender" (1971) #5 AOR US
- "One Last Kiss" (1978) #35 US
- "Take It Back" (1979) #67 US
- "Sanctuary" (1979) #9 AOR US
- "Come Back" (1980) #32 US
- "Love Stinks" (1980) #38 US
- "Just Can't Wait" (1980) #78 US
- "Night Time" (1980) #5 AOR US
- "Centerfold" (1981) #1 US - 6 weken; #3 UK
- "Freeze-Frame" (1982) #4 US, #27 UK
- "Angel In Blue" (1982) #40 US, #55 UK
- "Flamethrower" (1982) #5 AOR US
- "I Do" (1982) #24 US
- "Land of a Thousand Dances" (1983) #60 US
- "Concealed Weapons" (1984) #63 US
- "Fright Night" (1985) #91 US

### Hitlijsten
| Single met eventuele hitnotering(en) in de Nederlandse Top 40 | Datum van verschijnen | Datum van binnenkomst | Hoogste positie | Aantal weken | Opmerkingen |
| ------------------------------------------------------------- | --------------------- | --------------------- | --------------- | ------------ | ----------- |
| Come Back                                                     | 1980                  |                       | tip4            |              |             |
| Centerfold                                                    | 1981                  | 20-02-1982            | 6               | 9            |             |
| Freeze-Frame                                                  | 1982                  | 12-06-1982            | 5               | 7            |             |

### NPO Radio 2 Top 2000
| Nummer met noteringen in de NPO Radio 2 Top 2000 | '99  | '00  | '01  | '02  | '03  |
| ------------------------------------------------ | ---- | ---- | ---- | ---- | ---- |
| Centerfold                                       | 1270 | 1422 | 1817 | 1597 | 1527 |

1. ↑  Een vetgedrukt getal geeft de hoogste notering aan.
2. ↑  Deze tabel is bijgewerkt tot en met de laatste editie (2024).